# Irene Markowitz
Irene Markowitz (* 4. Dezember 1925 in Benrath; † 16. Januar 2010 ebenda) war eine deutsche Kunsthistorikerin und Kustodin von Schloss Benrath.

## Leben
Als Tochter des städtischen Baurats Hans Markowitz wurde Irene Markowitz im Kavaliershaus von Schloss Benrath geboren. Dort leitete der Vater die Restaurierungsarbeiten. Da ihre Familie zu den Nachfahren des preußischen Gartendirektors Peter Joseph Lenné gehörte, war das Interesse für Gartenkunst und Architektur ihr auch dadurch bereits in die Wiege gelegt. 1944 machte sie an der Benrather Hermann-Löns-Schule, Oberschule für Jungen, ein Notabitur, eine zweite Abiturprüfung folgte nach dem Zweiten Weltkrieg in Bielefeld. 1946 begann sie ein Volontariat in der Städtischen Kunstsammlung in Düsseldorf. Anschließend studierte sie Kunstgeschichte, Geschichte, Germanistik und Archäologie an der Universität zu Köln. Dort promovierte sie 1955 mit der Arbeit Zur Formengeschichte des Gartenhauses in Deutschland. Nach einer Berufslaufbahn als wissenschaftliche Mitarbeiterin der Städtischen Kunstsammlung Düsseldorf, die 1958 begonnen hatte, wurde sie 1969 stellvertretende Leiterin des Stadtmuseums Düsseldorf. In dieser Funktion betreute sie bis zur Pensionierung im Jahr 1990 als Kustodin das ihrer Abteilung zugeordnete Schloss Benrath, wo sie auch wohnte und 84-jährig starb.
Bei der umfangreichen Sanierung des Schlosses Benrath, insbesondere dessen Corps de Logis, kam ihr in den Jahren 1973 bis 1984 eine besondere Verantwortung als Denkmalpflegerin und Koordinatorin zu. Über viele Jahre war sie Mitglied des Arbeitskreises Historische Gärten der DGGL. Nach ihrer Pensionierung blieb sie dem Schloss auch dadurch verbunden, dass sie zu dessen Aufnahme in die Liste des UNESCO-Welterbes einen umfangreichen Antrag sowie mit Rose-Marie Wörner und deren Ehemann Gustav für die Wiederherstellung des Parterres vor der Orangerie die Grundlagen erarbeitete. Des Weiteren machte sie sich durch verschiedene kunsthistorische Schriften einen Namen, besonders durch Arbeiten über die Düsseldorfer Malerschule. In Anerkennung ihrer Leistungen verlieh ihr die nordrhein-westfälische Landesregierung 1981 den Titel Professor.

## Schriften (Auswahl)
- Die Baugeschichte des Hofgärtnerhauses und Goethe-Museums Düsseldorf. Sonderdruck aus dem Jahrbuch der Sammlung Kippenberg, Düsseldorf 1960.
- Die Düsseldorfer Malerschule. Bildhefte des Kunstmuseums Düsseldorf, Nr. 4, Düsseldorf 1967.
- Die Düsseldorfer Malerschule. Bestandskatalog des Kunstmuseums Düsseldorf, Malerei, Band IV/2, Düsseldorf 1969.
- Die Monumentalmalerei der Düsseldorfer Malerschule. In: Eduard Trier (Hrsg.): Zweihundert Jahre Kunstakademie Düsseldorf. Düsseldorf 1973, S. 47 ff.
- mit Rolf Andree: Die Düsseldorfer Malerschule. Kunstmuseum Düsseldorf, Düsseldorf 1977.
- Schloss Benrath. Stadtgeschichtliches Museum, Düsseldorf 1979.
- Die Sammlung in Schloß Benrath. Stadtgeschichtliches Museum, Düsseldorf 1980.
- Armer Maler – Malerfürst. Künstler und Gesellschaft. Düsseldorf 1819–1918. Stadtmuseum Düsseldorf, Düsseldorf 1980.
- Das ländliche Fest. Der Schmuck des Schlosses. Stadtgeschichtliches Museum, Düsseldorf 1983.
- Schloß Benrath. Deutscher Kunstverlag, München 1985, ISBN 978-3-4220-0132-9.
- mit Wieland Koenig (Hrsg.), Anja Zimmermann, Felix Gützner (Texte): Düsseldorfer Gartenlust. Stadtmuseum Düsseldorf, Düsseldorf 1987.
- Arthur Kaufmann zum 100.Geburtstag. Stadtmuseum, Düsseldorf 1988.
- Französische Architekten an deutschen Fürstenhöfen des 18. Jahrhunderts. In: Jean Mondot (Hrsg.): Deutsche in Frankreich, Franzosen in Deutschland (= Beihefte der Francia, 25). Sigmaringen 1992, S. 127–150.
- Die Düsseldorfer Landschaftsmaler und das Gesteins. In: Hanna Eggerath: Im Gesteins. Das ursprüngliche Neandertal in Bildern des 19. Jahrhunderts. Mit Fotos von Anton Rose. Bergischer Geschichtsverein, Reihe Bergische Forschungen, Band 26, Köln 1996.